# Vaga general luxemburguesa de 1942
La Vaga general luxemburguesa de 1942 va ser una manifestació en forma de resistència passiva quan Luxemburg va ser ocupat per l'Alemanya Nazi durant la Segona Guerra Mundial. Els vaguistes es van oposar a una directiva que els unia al Wehrmacht. Una vaga general, originada a Wiltz, va paralitzar el país i va fer que les autoritats alemanyes reaccionessin de manera violenta sentenciant 21 vaguistes a mort.

## Llista de persones executades
L'ortografia dels noms en Luxemburguès és respectada
- Morts el 2 de setembre de 1942
  - Worré, Michel - Cap del consell econòmic local, Wiltz[3]
  - Müller, Nicolas - Secretari de l'autoritat local, Wiltz[3]
- Morts el 3 de setembre de 1942
  - Kons, Nicolas - Sots inspector Postal, Luxemburg[4]
  - Meyers, Charles - Mestre, Wiltz[4]
  - Ewen, Josy - Mestre, Wiltz[4]
  - Brück, Alfred - Mestre, Wiltz[4]
  - Lommel, Célestin - Mestre, Wiltz[4]
  - Weets, Alphonse - Turner, Differdange[4]
  - Schneider, Jean-Paul - Treballador, Differdange[4]
  - Toussaint, Ernest - Miner, Differdange[4]
  - Betz, Nicolas - Treballador, Kahler[4]

- Morts el 4 de setembre de 1942
  - Zeimes, Léon - tipògraf, Itzig[5]
  - Mischo, Robert - Treballador, Differdange[5]
  - Angelsberg, René - Treballador, Differdange[5]
  - Schroeder, Jean - Carter, Ciutat de Luxemburg[5]

- Morts el 5 de setembre de 1942
  - Dax, Michel - treballador de Ferrocarril, Ettelbruck[5]
  - Heiderscheid, Emile - Treballador, Diekirch[5]
  - Schmit, Alphonse - Professor, Echternach[5]
  - Thull, Jean - treballador de Ferrocarril, Ettelbruck[5]

- Mort el 9 de setembre de 1942
  - Biren, Eugène - Schifflange[5]

- Un altre executat
  - Adam, Henri - Treballador, Schifflange, va ser executat per decapitació a Colònia.

## Commemoració de la Vaga
La vaga de 1942 va marcar la resistència nacional contra l'ocupació alemanya, i representa un dels moments d'orgull en la història de Luxemburg. Cada any, la Vaga és commemorada el 31 d'agost pel cap d'estat i pels oficials de govern.
El 1965 es va inaugurar "el monument Nacional a la Vaga" a Wiltz, dissenyat pel famós escultor nacional Lucien Wercollier.